# Линейни крайцери тип „Инвинсибъл“
Инвинсибъл (на английски: Invincible) са тип линейни крайцери на Британския Кралски флот, от времето на Първата световна война. Първите в света линейни крайцери. Всичко от проекта са построени 3 единици: „Инвинсибъл“ (на английски: HMS Invincible), (на български: Непобедим), „Инфлексибъл“ (на английски: HMS Inflexible), (на български: Непречупим) и „Индомитейбъл“ (на английски: HMS Indomitable), (на български: Неукротим).
Строени са според програмата от 1905 – 1906 г. Влизат в строй в периода 1908 – 1909 г. Първоначално са класифицирани като броненосни крайцери. Стават първите в света броненосни крайцери с паротурбинна силова установка и единен главен калибър. В основата на концепцията за тяхното използване е заложена идеята на Първия морски лорд Джон Фишър – „скоростта е най-добрата броня“. По този замисъл крайцерите от типа „Инвинсибъл“ трябва да печелят битките с всеки по-бързоходен противник и да бъдат способни да избягат на по-силния. При съхраняване на бронирането на нивото на другите броненосни крайцери, корабите от този типа имат по-силно въоръжение и по-висока скорост на хода. Преимуществата на новите крайцери предизвикват изменение в класификацията – през 1911 г. корабите от типа „Инвинсибъл“ са прекласифицирани на линейни крайцери.
Но към началото на Първата световна война, във връзка с построяването във Великобритания и Германия на нови, по-съвършени линейни крайцери, първоначалната концепция на Фишър не се оправдава. Немските линейни крайцери имат скорост не по-малка, отколкото тази на крайцерите от типа „Инвинсибъл“, при сравнимо или по-силно въоръжение и по-добро брониране. Опитът от войната показва, че крайцерите от типа „Инвинсибъл“ са ефективни само срещу по-старите броненосни крайцери. Така например през 1914 г. в сражението при Фолкландските острови „Инвинсибъл“ и „Инфлексибъл“ практически без загуби потопяват германските броненосни крайцери „SMS Scharnhorst“ („Шарнхорст“) и „SMS Gneisenau“ („Гнайзенау“). Резултатите от боевете със съвременните германски линейни крайцери не са толкова впечатляващи. През лятото на 1914 г. „Инфлексибъл“ и „Индомитейбъл“ не успяват да настигнат „SMS Goeben (1911)“ („Гьобен“). А „Индомитейбъл“ в сражението при Догер банк успява да настигне само повредения броненосен крайцер „SMS Blücher“ („Блюхер“), който се оказва не в състояние да участва в боя с немските линейни крайцери „SMS Seydlitz“ („Зайдлиц“), „SMS Moltke“ („Молтке“) и „SMS Derfflinger“ („Дерфлингер“).
„Инвинсибъл“ потъва на 31 май 1916 г. в Ютландското сражение след попадения на няколко снаряда от „Дерфлингер“ в района на бордовата кула, които предизвикват взрив на боезапаса и гибелта на кораба почти с целия екипаж. Останалите в строя „Инфлексибъл“ и „Индомитейбъл“ до края на войната са отстранени от активното участие в бойните действия. След края на войната те са извадени в резерва и в периода 1920 – 1921 г. са продадени за скрап.

## История на създаване

### Формиране на концепцията
Благополучието на Британската империя традиционно зависи от безопасността на морската търговия. В началото на XX век в Британия се внасят по море почти 2/3 от основните хранителни продукти и почти всички суровини за промишлеността. За това на крайцерите в Кралския военноморски флот се отделя особено внимание.
В течение на 1890-те години в британския флот са заложени редица бронепалубни и броненосни крайцера от 1-ви ранг, основното предназначение на които е борбата на търговските пътища с крайцерите на вероятния противник. Счита се, че тези крайцери по скорост и далечина на хода, въоръжение и защита трябва да превъзхождат своите противници. Като противник се разглеждат флотовете на Русия, Франция, а след това и Германия. Спуснатите от Британия на вода през 1890 г. бронепалубни крайцери „Блейк“ и „Бленхейм“ имат водоизместимост 9000 т, скорост на хода 22 възела, въоръжение от две 234-мм и 10 152-мм оръдия и са защитени със 76 – 152-мм карапасна бронепалуба. В отговор на това Русия въвежда в строй през 1895 г. броненосният крайцер „Рюрик“ с водоизместимост 10 933 т, скорост на хода 18 възела, въоръжение от четири 203-мм и 16 152-мм оръдия, защитен с 254-мм бронепояс. В противовес Британия залага бронепалубните крайцери „Паурфул“ и „Терибъл“ с водоизместимост 14 345 т, въоръжени с две 234-мм и 12 152-мм оръдия; развиващи 22 възела. Тези крайцери по своите размери се приближават към съвременните им броненосци от типа „Маджестик“ (17 възела, четири 305-мм и 12 152-мм оръдия).
В началото на XX век в кралския флот на всеки тип броненосец съответства тип голям крайцер, имащ сходни характерни черти. Така например броненосният крайцер „Дук оф Единбург“ е крайцерския аналог на броненосеца „Кинг Едуард VII“ (1903 г.; 15 885 т; четири 305-мм, четири 234-мм, десет 152-мм, 18,5 възела). А броненосните крайцери от типа „Минотавър“ са крайцерския вариант на броненосците от типа „Лорд Нелсън“ (1906 г.; 16 750 т, четири 305-мм, десет 234-мм; 18,5 възела). За това през 1902 г., когато лорд Фишър започва да обмисля своя революционен проект за линейния кораб „Untakeable“ (на български: Непристъпен), получил по-късно името „HMS Dreadnought“ („Дредноут“), по естествен начин се появява въпроса за построяването на съответния му броненосен крайцер – „Unapproachable“ (на български: Недосегаем).
Създаването на проекта „Untakeable“ се предшества от ред събития. В началото на 1900-те години благодарение на техническия прогрес се отбелязва и бърз прогрес във военноморската техника. Развитието на торпедното въоръжение води до това, че далечината на ефективната стрелба с торпеда нараства до 1800 – 2700 м. За да се предотвратят атаките на неприятелските миноносци, далечината на водене на линейния бой трябва да нарасне до 4500 м. В артилерийската наука също започват кардинални изменения. Учебните стрелби, проведени в Средиземно море през 1904 г., показват, че воденето на бой на дистанции 4500 – 5500 м в сраженията на близкото бъдеще е доста възможно; при това следва да се очаква и нейния ръст до 7300 м и повече. На големите дистанции несъгласуваната стрелба от разнокалибрени оръдия води до сложност при определянето на плясъците от паденията на собствените снаряди и съответно трудности при коригиране на стрелбата. За това в основата на концепцията „Untakeable“ се залага принципът въоръжаване на кораба с единен главен калибър и залпово водене на огъня.
Историята за създаването на големия крайцер от нов тип е тясно свързана с името на Джон Фишър. Идеята се обмисля от Фишър няколко години и претърпява значителни изменения. В периода 1899 – 1902 г. Фишър командва Средиземноморския флот, държейки флага си на броненосеца втори ранг „HMS Renown“ („Ринаун“), който се счита за много успешен кораб. „Ринаун“ е малко по-бърз от броненосец първи ранг за сметка на по-лекото си брониране и въоръжение. Големите размери при лошо време му дават преимущество пред крайцерите от онова време. Фишър счита, че по сравнение с броненосните крайцери на противника идеалният крайцер трябва да ги превъзхожда по скорост и въоръжение. По негово мнение въоръжението на идеалния брониран крайцер трябва да бъде аналогично на броненосеца, но крайцерът трябва да обладава по-голяма скорост на хода за сметка на по-лекото брониране. С по-голямата си скорост бронираният крайцер ще може да получи тактически преимущества пред броненосеца и ще бъде способен да избира най-изгодната за него дистанция на бой.
Както и някои теоретици от онова време, Фишър предполага, че идеалният броненосен крайцер постепенно ще измести броненосците или по-точно двата класа се ще слеят в един. Това мнение не успяват да разколебаят даже изследванията, проведени през януари 1902 г. по поръчка на Адмиралтейството в курсовете за висши военноморски офицери (на английски: Senior Officers War Course) при Гринуичкия военноморски колеж (на английски: Greenwich Naval College). Разглежда се бой между два линейни кораба. Линкор „А“ с класическа схема има водоизместимост 17 600 т, скорост 18 възела, броневи пояс от 254 – 203 мм и въоръжение от четири 305-мм, осем 203-мм и дванадесет 178-мм оръдия. Линкор „Б“ е с по-малки размери, по-голяма с 4 възела скорост и по-леко брониране и въоръжение – 16 000 т, 22 възела, броневи пояс 152 мм и въоръжение от четири 254-мм и шестнадесет 152-мм оръдия. Изследванията показват, че по-голямата скорост не дава никакви тактически преимущества, тъй като, независимо от възможността за избор на дистанция на боя, при всички далечини линкорът „А“ има преимущество и е по-предпочитан за линеен бой. Само в случая на използването на три единици „Б“ против две „А“ и воденето на огън на далечна дистанция линкорът „Б“ има преимущества за сметка на по-големия брой изстрелвани снаряди.
Поначало Фишър не планира да въоръжава броненосния си крайцер с оръдия от един калибър. Проектите на британските броненосни крайцери от началото на XX век „Креси“ и „Дрейк“ са критикувани от него за недостатъчната по негово мнение скорост от 23 възела и неразполагането на оръдията от междинния калибър в кули. А проектите „Монмът“ (9800 т) и „Девъншир“ (10 600 т) той смята още и за недостатъчно големи за океански крайцери. В своите „Бележки за спешната необходимост да има мощни бързоходни броненосни крайцери и техните характеристики“ той формулира следните изисквания:
- Скоростта трябва да е по-голяма, отколкото има най-бързоходният чуждестранен броненосен крайцер. Настоятелна е препоръката да се използва паротурбинна силова установка.
- Въоръжението трябва да се състои от разположени в носа и кърмата 254-мм оръдия на главния калибър и спомагателен калибър от 190-мм скорострелни оръдия, разположени по бордовете. Разположението на оръдията трябва да осигурява максимум артилерийски огън по носа и кърмата и равномерен огън по другите направления.
- Всяко оръдие трябва да има собствена защита, далекомер и да дава защита на офицера и прислугата. Защитата на оръдията трябва да е разчетена за противодействие на 203-мм мелинитови снаряди.
- С цел намаляване на силуета надстройките се намаляват до минимум. Всички мостици трябва да бъдат премахнати с изключение на лек мостик, подобен на поставения на „Ринаун“. Трябва да има само една радиомачта. Всички останали мачти, сигнални реи и артилерийски постове на топа на мачтите трябва да ги няма. Комините трябва да са телескопични. Горивото да бъде само нефтено.
- Вместо хидравлични товарни стрели трябва да се използват кранове с моторно задвижване. Катерите трябва да са леки и безшевни. Максимално да се използват големите лодки на Бартън, поставени под броневата палуба.
- Трябва да няма дървени изделия. Котвите трябва да са безщокови[11].

Размерите на кораба трябва да се определят на база необходимостта от изпълнение на тези изисквания.
Според изискванията на Фишър главният конструктор на Малта (на английски: Chief Constructor at Malta) Хард разработва проект за „25-възлов броненосен крайцер“, наречен от Фишър „HMS Perfection“. Като оръдия на главния калибър са избрани съществуващите 234-мм, тъй като перспективните 254-мм оръдия са с немного по-добри балистични характеристики при по-голяма маса. В носа и в кърмата има по една двуоръдейна кула. Дванадесет 190-мм оръдия са разположени в шест двуоръдейни кули. Дължината на крайцера е 152 м при ширина от 21,3 м, обусловена от разположението на оръдията. Водоизместимостта трябва да състави 15 000 т в случай на използване на въглищно отопление на котлите и 14 000 при използване на нефт. Мощността на силовата установка е 35 000 к.с. Броневият пояс с дебелина 152 мм трябва да има височина 4,4 м (14,5 фута) и да се простира на 82,9 м. Кулите на 234-мм оръдия трябва да са защитени със 152-мм броня, на 190-мм кули със 102-мм. Бойната рубка се защитава от 254-мм броня. Горната бронева палуба има дебелина от 51 мм. Долната бронева палуба има дебелина 63 мм на носа и кърмата и 38 мм в средната част.
Проектът с коментарите на Фишър е изпратен през март 1902 г. на Първия лорд на Адмиралтейството Селбърн. В Адмиралтейството проектът е приет доста хладно. Единствената възможна реакция след него е това, че на последните проекти за броненосни крайцери – „Уориър“ и „Минотавър“ спомагателният калибър е увеличен до 190-мм, а оръдията на главния и спомагателния калибър са поместени в кули. В интерес на истината, след перипетиите с двуоръдейните 152-мм установки на „Каунти“, е решено спомагателните оръдия да се поставят в еднооръдейни кули.
През юни 1902 г. Фишър става Втори морски лорд. А през август 1903 г., преди да заеме поста на Първи морски лорд, Фишър е назначен за командващ Флота на Метрополията в Портсмут (на английски: Commander-in-Chief, Portsmouth). През цялото това време той е привърженик на радикалната модернизация на флота, централно място в която заемат проектите за новия линеен кораб „Непристъпен“ (Untakeable) и на броненосния крайцер „Недосегаем“ (Unapproachable). По време на пребиваването си в Портсмут при разработката на тези проекти той тясно си сътрудничи с намиращия се там Хард (главен конструктор на Портсмутската корабостроителница) и Бейкън (капитан-инспектор на подводните лодки в Портсмут). Ключовата промяна в проекта на броненосния крайцер става преходът към единен калибър. Преходът, както и при проекта на линкора, е обусловен от последните изследвания, които показват, че управлението на артилерийската стрелба на разнокалибрени оръдия на големи далечини е невъзможно и е необходим преход към залпова стрелба на оръдия от един калибър. Фишър, както и главният конструктор на флота Уотс, като главен калибър за линкорите предпочита 254-мм калибър, а за крайцерите – 234-мм. Това предпочитание е основано на доводите на А. Нобъл. Аргументите се свеждат към това, че по своите балистични характеристики новите 254-мм оръдия практически не отстъпват на 305-мм оръдия от стария образец. При това те са по-скорострелни, и за тях е възможно да се поставят в по-голям брой при същата водоизместимост, отколкото 305-мм оръдия, или, при същия брой оръдия, може да се получи по-малка водоизместимост. За това за линкора като главен калибър са избрани 16 оръдия калибър 254 мм в двуоръдейни кули, а за крайцера – 16 234-мм оръдия в осем кули. Двата проекта имат водоизместимост от 15 900 т. Линкорът има скорост 21 възела, а крайцерът – 25. Междинен калибър няма, а противоминният калибър се ограничава със 102-мм оръдия. Ескизните проекти за двата типа са подготвени от Хард през октомври 1904 г., когато Фишър заема поста на Първи морски лорд на Адмиралтейството.
Ескизните проекти секретно са разпространени за запознаване в много тесен кръг. Сериозни възражения предизвиква използването на 254-мм оръдия за линкора и 234-мм за крайцера. За използването на 305-мм оръдия се изказват капитаните Мейдън, Джексън и Бейкън. Аргументите на Бейкън се свеждат до следното:
- При стрелба на голяма дистанция времето между залповете се ограничава не от скорострелността на оръдията, а времето на полет на снаряда – поради необходимостта от наблюдение за плясъците на падналите снаряди за коректировка на стрелбата. За това оръдието на малкия калибър се лишава от главното си преимущество – скорострелността. При това 305-мм оръдия от новия образец са по-скорострелни от старите 305-мм оръдия.
- 305-мм снаряд обладава по-голяма разрушителна сила благодарение на своята маса и по-голям боен заряд.
- 305-мм оръдие осигурява по-голяма точност и по-малко разсейване на снарядите на по-големите дистанции на бой.
- 305-мм снаряд има по-настилна траектория и следователно осигурява по-голяма зона на поражение по целта (на английски: flatter trajectory of projectile and hence greater danger space for target at long range).

Бурните дебати по избор на калибъра продължават до декември 1904 г., когато на Съвета на Адмиралтейството е прието окончателното решение да се използват 305-мм оръдия както за линкора, така и за крайцера. Допълнителен аргумент за избора на този калибър за крайцера е унификацията на въоръженията на двата класа.
Не на последен ред в полза на това решение повлиява информацията за залагането в Италия на „линкорите-крайцери“ от типа „Реджина Елена“ (22 възела, 2×1×305 мм, 6×2×203 мм, бронепояс 250 мм) и проектирането в Япония на крайцерите от типа „Цукуба“ (21 възела, 2×2×305 мм, 6×2×152 мм, бронепояс 178 мм). Крайцерът с 234-мм оръдия явно им отстъпва. И ако новият тип линкор да обладава по сравнение с чуждите аналози много по-добри характеристики, то новият крайцер за обезпечаването на такова преимущество трябва да има по-солидно въоръжение.
Задачите на новия крайцер трябва да бъдат:
- Водене на разузнаване с бой. Поради своето превъзходство над леките сили на противника той ще бъде способен да разкъса крайцерската завеса и да излезе на пряк контакт с линейния флот на противника.
- Поддръжка на линейните сили в боя. Както в случай на противодействие от крайцерите на противника, така и в случай на използването като бързоходно крило на линейните сили за обкръжаване на противника.
- Преследване на бягащия флот на врага с цел съсредоточаване на огъня по изостаналите кораби.
- Защита на търговията. Неговата скорост и въоръжение ще му помогнат да се справи с всеки рейдер на противника.

Формулирани са следните окончателни изисквания за крайцера: поради ограниченията за докуване в Портсмут, Девънпорт, в Малта и на Гибралтар водоизместимостта трябва да е не по-голяма, отколкото тази на новия линкор, въоръжение от 305-мм оръдия главния калибър и скорострелните оръдия противоминния калибър, скорост не по-малка от 25 възела, брониране поне като на предходния тип броненосен крайцер („Минотавър“).
|                           | „Ринаун“                               | „Реджина Елена“                  | „Цукуба“                           | HMS „Perfection“                      | „Unapproachable“                |
| ------------------------- | -------------------------------------- | -------------------------------- | ---------------------------------- | ------------------------------------- | ------------------------------- |
| Година на влизане в строй | 1897                                   | 1907                             | 1907                               | проект, март 1902                     | проект, октомври 1904           |
| Нормална водоизместимост  | 12 350 английски тон, ts               | 12 600 т                         | 13 750 т                           | 15 000 ts 14 000 ts (с котли на нефт) |                                 |
| Мощност на ЕУ, к.с.       |                                        | 19 000                           | 20 500                             | 35 000                                | 40 000                          |
| Скорост, възела           | 18                                     | 21                               | 20,5                               | 25                                    | 25,5                            |
| Въоръжение                | 2×2×254-мм 10×1×152-мм 12×1×12-фунтови | 2×1×305-мм 6×2×203-мм 16×1×76-мм | 2×2×305-мм 12×1×152-мм 12×1×120-мм | 2×2×234-мм 6×2×190-мм                 | 8×2×234-мм 12×1×102-мм          |
| Брониране, мм             |                                        |                                  |                                    |                                       |                                 |
| Пояс                      | 203                                    | 250                              | 178                                | 152                                   | 152 (203 в района на барбетите) |
| Кули на ГК                |                                        | 250                              | 178                                | 152                                   | барбети 203                     |
| Палуба                    | 52 – 76                                | 100 (сумарно)                    | 76                                 | 52 – 76                               | ?                               |

### Проектиране
Фишър заема поста на Първи морски лорд, с идеята за обширна модернизация на флота. В неговите планове влизат строителството на нови типове линкори, броненосни крайцери, миноносци и подводни лодки. На 22 декември 1904 г. при Адмиралтейството е създаден специален Комитет по проектирането (на английски: Committee on Designs), който трябва да формира окончателния облик на новите типове кораби и да обсъди всички детайли по проектите. Комитетът не подменя Департамента по проектирането: неговите препоръки носят съвещателен характер. В състава на Комитета влизат най-опитните специалисти, компетентното мнение на които не може да бъде игнорирано. Фишър заема поста председател на комитета.
| Състав на „Комитета по проектирането“                    | Състав на „Комитета по проектирането“                          |
| -------------------------------------------------------- | -------------------------------------------------------------- |
| Лудвиг Батенберг                                         | принц, контраадмирал, директор на морското разузнаване         |
| сър Джон Дарстън (на английски: Sir John Durston)        | контраадмирал, главен инженер-механик на флота                 |
| А. Л. Уинслоу (на английски: Alfred L. Winsloe)          | контраадмирал, командир на флотилия миноносци и подводни лодки |
| Хенри Б. Джексън (на английски: Henry B. Jackson)        | кептън, инспектор                                              |
| Джон Р. Джелико                                          | къптън, инспектор по морската артилерия                        |
| Чарлз Е. Медън (на английски: Charles E. Madden)         | къптън, помощник на инспектора по флота                        |
| Реджиналд Бейкън (на английски: Reginald H. S. Bacon)    | кептън, морски помощник на Първия морски лорд                  |
| Филип Уотс (на английски: Philip Watts)                  | директор на департамента по строителство                       |
| лорд Келвин                                              | физик                                                          |
| Дж. Г. Байлс (на английски: John Harvard Biles)          | професор от университета в Глазгоу                             |
| сър Джон Торникрофт на английски: John Isaac Thornycroft | собственик на корабостроителна компания                        |
| Александър Грейси (на английски: Alexander Gracie)       | представител на корабостроителната компания във Фейрфилд       |
| Р. Е. Фроуд (на английски: R. E. Froude)                 | ръководител по експерименталните работи в Адмиралтейството     |
| У. Х. Хард (на английски: W. H. Gard)                    | главен конструктор на Портсмътската корабостроителница         |
| Уилфред Хендерсън (на английски: Wilfred Henderson)      | командор, секретар на Комитета                                 |
| Е. Х. Мичъл (на английски: E. H. Mitchell)               | помощник на секретаря                                          |
| Дж. Нарбет (на английски: J. H. Narbeth)                 | инженер, секретар на Департамента по строителство              |

Първото заседание на комитета е на 3 януари 1905 г. На него се разглеждат вариантите за линкора и проекта за крайцер на Фишър-Хард – вариант „A“. В първите варианти на крайцера погребите на всяка двойка кули се намират в общ каземат, тъй като в носа и кърмата в района на тяхното разположение брониран пояс се предполага да няма. Всички първи варианти на крайцера подразбират използването на парни машини и противоминна артилерия от тринадесет 102-мм оръдия.
Във вариант „A“ в носовата част се разполагат две траверсни кули, а в кърмовата – две кули, разположени по линейно-терасовидната схема. Такова разположение на артилерията е оценено за неудачно поради опасенията от въздействието на барутните газове от издигнатата кърмова кула на по-нискостоящата. Тъй като на практика такъв вариант не е изпробван се счита, че долната кула ще е невъзможно да се управлява при стрелба в диаметралната плоскост. Освен това смятат, че долната кърмова кула е разположена прекалено ниско спрямо водата. На второто заседание на комитета, на 4 януари 1905 г., се разглеждат алтернативните проекти на секретаря на Департамента по строителство Нарбет – варианти „B“ и „C“. Всички последващи варианти също са разработени от Нарбет.
Вариант „B“ с четири кули и траверсното им разположение в носовата и кърмовата части също е отклонен. Счита се, че разполагането на тежките кули прекалено близко до носовата и кърмовата част ще увеличи момента на инерция, като така сериозно ще влоши мореходните качества. Във вариант „C“ с три кули – две носови траверени и една на кърмата – благодарение на преместените нататък кърмови и носови кули проблемите с мореходността трябва да са по-малко. Обаче въоръжението от шест оръдия е оценено като недостатъчно и този проект същ е отклонен. На съвещание комитетът стига до извода, че оптимално трябва да е разположението по една кула в носовата и кърмовата части, по диаметралната плоскост и на две кули по левия и десния бордове в средната част на съда. Това трябва да даде залп по носа и кърмата като минимум от четири оръдия и бордов от шест. Предложението прераства в разработката на вариантите „D“ и „E“.
За оптимални са признати проектите „D“ и „E“, представени от Нарбет за разглеждане от Комитета на следващото заседание – на 12 януари. В тези варианти в носовата и кърмовата части стоят по една кула. Във варианта „D“ две кули са разположени траверсно в района на мидъла. Във варианта „E“ тези кули са разположени ешелонирано – по диагонал, с цел осигуряване на възможност за водене на бордови огън от всички четири кули в ограничен сектор. За последваща работа е приет варианта „E“.
На 7 януари е повдигнат въпроса за снабдяването на крайцера с турбини. Окончателното решение на въпроса отнема още няколко седмици, но вече на заседанието от 13 януари е решено да се разработи „турбинен“ вариант на „E“. Той е представен на заседание на комитета от 18 януари. Някои офицери се опасяват, че турбините ще влошат маневрените свойства на кораба, обаче в хода на продължително обсъждане и след уверенията на техния разработчик сър Чарлз Парсънс окончателно е решено да се спрат именно на турбинния вариант.
Още едно съществено изменение на проекта е направено след преосмисляне на опита от руско-японската война. Разбирайки нарасналата опасност от минното и торпедното оръжие, членовете на Комитета решават да снабдят крайцера с 63,5-мм противоминна преграда в района на погребите на боезапаса. Разработени са два варианта за водоизместимост 16 750 дълги тона – с противоминна преграда и без нея. За поставянето на противоминните прегради са необходими още 250 д.т тегло. Потребното тегло е икономисано за сметка на намаляването на височината над водата на горния край на главния бронепояс с три дюйма – от 2,2 м до 2,05 м, намаляване на дебелината на предните стени на кулите и барбетите от 203 до 178 мм, снижаване на височината на осите на оръдията над водолинията за носовата и кърмовата кули. В тези проекти 102-мм оръдия са заменени с 20 76-мм. Проектите са представени за разглеждане на 22 февруари, и в качеството на окончателен е избран варианта с използването на противоминни прегради. В този вариант също става преоценка на проектната скорост – тя е намалена от 25,5 до 25 възела.
- Вариант A, 4 януари 1905 г.
- Вариант B, 4 януари 1905 г.
- Вариант C, 4 януари 1905 г.
- Вариант D, 12 януари 1905 г.
- Вариант E, 12 януари 1905 г.
- Вариант E с турбини, 18 януари 1905 г.

Препоръчаният от Комитета вариант е одобрен от Съвета на Адмиралтейството и приет за работа на 1 март 1905 г. Първоначално разработката на работния проект на „Инвинсибъл“ е възложена на инженера на управлението по военно корабостроене Нарбет, зает също с проектирането на „Дредноут“. Обаче при проектирането на линкора се появяват неочаквани трудности, и за завършването на проекта за линейния крайцер работите по него са предадени на инженер Уайтинг.
При преработката на проекта, към 26 април, е решено да се намали броя на 76-мм оръдия от 20 на 18. Също е произведена преоценка на проектното тегло на корпуса и механизмите, което води до ръст на водоизместимостта до 17 200 дълги тона. Основните разчети и работните чертежи са направени до 22 юни. Дължината на кораба е намалена с 3 м, газенето с 15 см. Водоизместимостта нараства до 17 250 д.т. Всички детайлни чертежи и разчети са готови към август 1905 г.
През 1906 г., вече след залагането, за линейните крайцери решават да се върнат към противоминна артилерия от по-голям калибър. Предпочитанието е дадено на проектираните през 1904 г. 102-мм орудиям QF.Mk. III, с дължина на канала на ствола от 40 калибров (4080 мм) върху лафетите P.I*. Поставянето вместо на осемнадесет 76-мм оръдия на шестнадесет 102-мм струва допълнителни 65 тона.

## Конструкция

### Корпус
Крайцерите от типа „Инвинсибъл“ имат нормална проектна водоизместимост 17 250 английски тона (дълги тона), пълната е 19 720 д.т. Корпусът е с полубак, простиращ се на две трети от дължината на кораба с неголям подем към форщевена. Дължината по водолинията е 171,4 м, между перпендикулярите – 172,8 м (567 фута). Най-голямата ширина е 23,92 м (78 фута 6 инча). Газенето по носа при нормалната проектна водоизместимост е 7,62 м (25 фута), при кърмата – 8,23 м (27 фута). Корпусът е относително тесен – съотношението дължина към ширина е 7,2 (при „Минотавър“ е 6,49, при „Дредноут“ – 6,43) с висок надводен борд. Височината на надводния борд при нормална водоизместимост при носовия край е 9,14 м, на мидъла 6,71 м и по кърмата 5,23 м. Общата височина на борда в района на мидъла от кила до спардека е 14,7 м. При пълна водоизместимост увеличение на газенето с 1 см съответства увеличаване на водоизместимостта с 27,5 т. Корпусът на кораба е разделен от водонепроницаеми прегради на 18 отсека. Двойното дъно се простира по 85% от дължината на кораба. Наборът на силовите връзки на корпуса е смесен. По височина корпусът е разделен от шест палуби и настилката на двойното дъно. Горната палуба е съставена като палуба на полубака и се простира на две трети от дължината на корпуса с чувствително издигане в носовата част. Под нея по цялата дължина са разположени главната и средната палуби. Под средната палуба на различни нива преминава бронираната палуба. Под нея върви горната платформа, на която в района на кулите са разположени стелажите за зарядите на главния калибър. Още по-надолу се намира долната платформа, на която се разполагат снарядните погреби и следва настила на двойното дъно.
Крайцерите имат два паралелно разположени балансирни рули, поставени срещу вътрешната двойка валове. За сметка на това те са маневрени кораби с малък радиус на тактическа циркулация. При това на заден ход се смятат за практически неуправляеми.
„Инвинсибълите“ имат добри мореходни качества. При това като оръдейни платформи те са ниско оценени. При проектната водоизместимост метацентричната височина трябва да съставлява 1,15 – 1,17 м (3,8 – 3,85 фута). При пълна водоизместимост, но без нефт, тя се увеличава до 1,29 – 1,3 м (4,22 – 4,25 фута). На „Минотаврите“ тези цифри съставляват 0,899 м (2,95 фута) и 1,01 м (3,3 фута) съответно. На пълно натоварване със запаса нефт метацентричната височина трябва да съставлява 1,56 – 1,57 м. Според резултатите от креноването „Инвинсибъл“, на 4 януари 1908 г., при водоизместимост от 17 426 т метацентричната височина съставя 1,16 м, а при водоизместимост 19 975 т – 1,28 м. Периодът на бордовото люлеене съставлява 14 секунди. За намаляване на люлеенето са поставени два скулови кила.
Схемата за настаняване на екипажа се отличава от традиционната за британския флот. Както и на „Дредноут“, офицерските каюти са оборудвани в носовата част, а каютите на моряците от редовия и старшинския състав – в кърмовата. Такава схема е избрана по инициатива на адмирал Фишър, смятащ, че каютите на офицерите трябва да са по-близо до бойните постове на мостика и бойната рубка. Иновацията впоследствие е призната за неудачна, и след построяването на редица кораби при линейния крайцер „HMS Queen Mary“ („Куин Мери“) се връщат към традиционната схема.
Числеността на екипажа в хода на службата се променя. Според щата от 1906 г. екипажът на „Инвинсибъл“ се състои от 755 души. На 11 февруари 1911 г. той се състои от 729 души, през 1914 г. – от 799. През май 1916 г. в Ютландското сражение, бидейки флагмански кораб на Худ, „Инвинсибъл“ има екипаж, състоящ се от 1032 матроси и офицери. Екипажът на „Инфлексибъл“ през 1910 г. съставлява 779 души, а през 1912 г., като за флагман на флота, тази цифра нараства до 808. Екипажът на „Индомитейбъл“ през 1914 г. се състои от 781 офицера и матроса.
Крайцерите имат три „мъртви“ 6,35-тонни (125 cwt) котви „Смит“ без щок, два 2,13-тонни (42 cwt) котви система „Мартин“ (стоп-анкер и верп) и два 0,254-тонни (5 cwt) котви адмиралтейски тип.
Спасителните средства без претоварване не могат да поемат целия екипаж на кораба и са разчетени за 659 души:
| Средство                           | Брой | Вместимост, души |
| ---------------------------------- | ---- | ---------------- |
| Парен 15,2 м (50 фута) полубаркас  | 2    | 140              |
| Ветроходен 11 м (36 фута) баркас   | 1    | 86               |
| Ветроходен 12,8 м (42 фута) баркас | 2    | 140              |
| Спасителен 9,75 м (32 фута) катер  | 2    | 118              |
| 9,75 м (32 футов) катер            | 1    | 59               |
| 9,14 м (30 футова) гичка           | 1    | 26               |
| 8,23 м (27 футов) велбот           | 3    | 72               |
| 4,88 м (16 футов) динг             | 1    | 10               |
| 4,11 м (13,5 футов) балсов сал     | 1    | 8                |
| Общо                               | 14   | 659              |

Освен това на борда могат да се вземат един 12,2-м (40-футов) парен адмиралски катер и един 9,75-м (32-футов) командирски катер.
Корабите имат противоторпедни мрежи, които са свалени в периода 1913 – 1914 г.
При построяването на крайцерите са поставени осем бойни прожектора с диаметър 914 мм (36 дюйма) и един 610-мм (24 дюйма). Два 914-мм прожектора се намират на носовата надстройка отстрани на бойната рубка, два на платформи отстрани на носовия комин, един на платформа от лявата страна на средния комин и един на платформа от дясната страна на кърмовия комин, още два на платформа на стойките на триногата гротмачта. 610-мм прожектор стои на платформа под фор-марса.
През 1909 г. на мачтите на крайцерите са поставени указатели на дистанцията – големи циферблати, на които с помощта на стрелки за другите кораби се показва дистанциято до корабите на противника. На „Инвинсибъл“ указателят стои само на фокмачтата. В периода 1912 – 1913 г. тези указатели са свалени.
Към момента на влизането на крайцерите в строй управлението на стрелбата се осъществява от носовата бойна рубка и разположения на марса на фокмачтата коректировъчен пост с далекомер. Прибори за централно насочване на главния калибър са поставяни вече в хода на експлоатацията по време на ремонтите. Техният монтаж на „Инвинсибъл“ е произведен в края на 1914 г., но настройката на приборите е завършена едва в началото на 1915 г. Останалите крайцери ги получават малко по-късно, в началото на 1915 г. „Инфлексибъл“ ги получава по време на ремонт след взрив на мина в Дарданелите, през април – май 1915 г., а „Индомитейбъл“ – по време на ремонта в периода януари – февруари 1915 г. Част от приборите се монтират в артилерийския пост на фор-марса и позволяват на намиращия се там старши артилерийски офицер да насочва по целта едновременно всички оръдия на главния калибър.
Като средства за радиосвръзка към момента на влизането в строй се използват радиостанциите Mk. II, които по-късно са заменени с радиостанциите типове „1“ и „9“.

### Въоръжение

#### Главен калибър
Артилерията на главния калибър се състои от осем 305-мм оръдия, разположени в четири двуоръдейни кули. Носовата и кърмовата кули са поставени в диаметралната плоскост и още две са разположени ешелонирано – побордно, лявата малко по към носа спрямо дясната. Носовата кула се обозначава като „A“, лявата бордова „P“, дясната „Q“ и кърмовата „Y“. В походно положение оръдията на кула „P“ сочат към носа, а на „Q“ – към кърмата. При това според първоначалния проект обозначението на бордовите кули трябва да бъде „B“ и „C“, но то е изменено на 30 октомври 1906 г. вследствие експлоатацията на „Дредноут“. Височината на осите на оръдията над водата при проектната водоизместимост за кула „A“ съставлява 9,75 м, за „P“ и „Q“ 8,53 м, за „Y“ – 6,4 м.
Разстоянието от форщевена до оста на кула „A“ е 42 м. Разстоянието на дължина по диаметралната плоскост между осите на кули „A“ и „P“ съставлява 44,5 м, между „P“ и „Q“ 8,5 м, „Q“ и „Y“ 38 м. Така разстоянието между осите на кулите „A“ и „Y“ е 91 м и определя дължината на главния броневи пояс.
Секторът на обстрел на кули „A“ и „Y“ съставлява 300°, а „P“ и „Q“ – 210°, от тях 30° – по противоположния борд. Така в различните сектори действат различен брой оръдия. Четири оръдия действат в секторите 0 – 30° и 150 – 180°, шест оръдия в секторите 30 – 65° и 90 – 150°. Осем оръдия могат да действат в сектора 65 – 90°, но този вариант се разглежда като изключителен. Поради предполагаемото въздействие на дулните газове спрямо съседните кули разработчиците разчитат да се използва стрелба по противоположния борд само при излизане от строй на другата средна кула. Основен вариант на стрелбата е с полузалпове – по едно оръдие във всяка кула. В боя при Фолкландските острови „Инвинсибъл“ за получаване на четириоръдеен залп стреля от бордовите кули по противоположния борд, при това, освен повреди по палубата, има отбелязано оглушаване на персонала на втората бордова кула, поради което той трябва често да бъде сменяван. След това стрелбата през борда е призната за нежелателна и се използва само в крайни случаи.
305-мм оръдия Mk. X с дължина на канала на ствола от 45 калибра са проектирани през 1904 г. Традиционно за британския флот за стволовете е използвано укрепване с тел. Общата дължина на оръдията е 14 168 мм, дължината със зарядната камера е 2057 мм. Теглото на оръдието без затвора е 56,8 т. Нарезите са с постоянна извивка – един оборот на 30 калибра.
Теглото на бронебойния снаряд е 386 кг, теглото на заряда, състоящ се от два полузаряда кордит с марка MD в копринени картузи е 117 кг. Началната скорост на снаряда е 831 – 860 м/с. Установки дават ъгли на наклон от −5 до +13,5°, което осигурява максимална далечина на стрелбата с бронебойния снаряд с радиус на оживалото на главата 2 калибра 14 950 м (81 каб.). В периода 1915 – 1916 г. крайцерите получават бронебойни снаряди с радиус на оживалото от 4 калибра, което осигурява максимална далечина на стрелбата 17 370 м – 94 кабелтови. Скорострелността им съставлява два изстрела в минута.
Въртящата се част на кулата на главния калибър се състои от бойното отделение, камера за претоварване и неподвижно свързани с тях колони на транспортната тръба от долния подемник. Подаването на заряда и снаряда в зарядника от отделението за претоварване се осъществява от главната подемна люлка без претоварване в междинната позиция – така нареченото „чисто подаване“. При това като недостатък на тази схема се отбелязва времето за изчакване поради това, че люлката не може да се движи, докато в зарядника не бъде поставен целият боезапас.
Боеприпасите се съхраняват в погреби, разположени непосредствено под кулите, зарядният погреб е над снарядния. Погребите имат система за термостатно автоматично поддържане на температурата в интервал 15 – 20 °C, с противопожарна система за оросяване и наводняване. Съхранението на снарядите и зарядите се осъществява на стелажи. Снарядите се вдигат с храпови приспособления, поставят се на колички и се подават към подготвителните маси. След това снарядите и зарядите се поставят в долните зарядници, разположени в транспортната тръба, оттам постъпват в претоварващото отделение и след това с помощта на горните зарядници в бойното отделение на кулата. Всеки зарядник поема един снаряд и два полузаряда. Кулите имат и резервна система за ръчно подаване.
На „Инфлексибъл“ и „Индомитейбъл“ оръдията са разположени в кулите Mk. BVIII с хидравлична система за задвижване. За „Инфлексибъл“ кулите са доставлени от фирмата „Викерс“ от Бароу, за „Индомитейбъл“ – са на „Армстронг“ от Елсуик. Теглото на въртящата се част на кулата без оръдията е 335 д.т.
За разлика от другите кораби на серията, „Инвинсибъл“ получава експериментални установки с електромеханично задвижване. Изказва се мнение, че такъв тип задвижване при експлоатацията ще има преимущества спрямо хидравличното. През пролетта на 1905 г. Адмиралтейството взема решение да ги постави на „Инвинсибъл“. При това контрактът е поделен между двата основни производителя на въоръженията – Викерс и Армстронг. Кулите „A“ и „Y“ тип Mk. BIX са произведени от „Викерс“, кулите „P“ и „Q“ тип Mk. BX – от „Армстронг“. Контрактът предвижда, че в случай на неуспех доставчиците се задължават за своя сметка да направят замяна на електромеханичното задвижване с хидравлично.
Кулите Mk. BX тежат 347 д.т без оръдията, кулите на „Викерс“ Mk. BIX са най-тежки – 371 д. т без оръдия. Всички три типа кули имат различен външен вид. Устройствата в кулите се захранват от бордовата мрежа с напрежение 200 В. Хоризонталното насочване с максимална скорост 4°/с се осъществява с електродвигател с управление на скоростта на въртене с помощта на системата на Уард-Леонард – чрез промяна на тока на възбуждане на електромоторите. Вертикалното насочване на оръдията се изпълнява посредством червячна предавка с използването на архимедов винт с диаметър 127 мм. Вместо хидравлични устройства на откат и накат фирмата „Викерс“ използва пружини с големи размери, а „Армстронг“ – пневматични устройства, използвани впоследствие във всички типове оръдейни установки.
Електромеханичното задвижване и на двете фирми се показва като ненадеждно в работата, и след няколко години безуспешни опити то да се направи работоспособно се налага замяната му с хидравлично такова. Решението за преправянето е прието на 20 март 1912 г. Ремонтът трябва да отнеме шест месеца и да струва 151 000 фунта стерлинги. Преправянето е планирано за октомври 1912 – май 1913 г., но фактически е изпълнено едва по време на продължителния ремонт от 1914 г.
Според щата за мирно време боекомплектът на главния калибър се състои от 640 снаряда – по 80 снаряда на ствол. На всеки ствол се падат по 24 бронебойни снаряда с бронебойна капачка, 40 полубронебойни и 16 фугасни. Бронебойният и полубронебойният снаряди имат фугасен заряд от черен барут, фугасният – от лидит. На всяко оръдие се падат и по 3 учебни снаряда и 80 пълни заряда. Във военно време боезапасът се увеличава до 880 снаряда – по 110 снаряда на оръдие в същата пропорция. След приемане на въоръжение на бронебойния снаряд с оживало 4 калибра, напълнен с лидит, боезапасът на оръдие става 33 бронебойни, 38 полубронебойни и 39 фугасни снаряда. Към средата на 1916 г. боезапасът на ствол се изменя и става 44 бронебойни, 33 полубронебойни и 33 фугасни снаряда. След Ютландското сражение количеството на фугасните снаряди е намалено до 10, а на бронебойните и полубронебойните снаряди става по 50. След края на Първата световна война боезапасът става 77 бронебойни и 33 полубронебойни снаряда на оръдие. В течение на войната в боезапаса също може да има и няколко шрапнелни снаряда.

#### Противоминен калибър
Както вече се отбеляза, вместо предвидените по проект 20 76-мм оръдия в процеса на строеж съставът на противоминното въоръжение е изменен и крайцерите влизат в строй, имайки 16 102-мм оръдия QF Mk. III, разположени на лафетните установки PI*. Първоначално четири оръдия са разположени в носовата надстройка, четири в кърмовата, и още осем оръдия са разположени на покривите на кулите – по две оръдия на всяка. Оръдията са предназначени за стрелба по всички видове морски цели и за стрелба по брега.
102-мм оръдие QF Mk. III има дължина на ствола 40 калибра и при тегло на заряда 1,62 кг дава на 11,35-кг снаряд начална скорост 701 м/с, което осигурява максималната далечина 8230 м (44,5 каб.). Максималната им скорострелност съставлява 9 – 10 изстрела в минута.
За защита от пръските оръдията на покривите на кулите през 1911 г. получават брезентови навеси. Разполагането на оръдията на покривите на кулите е оценено като неудачно, и „Инвинсибълите“ стават първите и последни британски линейни крайцери с разположени противоминни оръдия на покривите на кулите. В периода 1914 – 1915 г. четирите оръдия от кули „A“ и „Y“ са пренесени на носовата надстройка, а оръдията в надстройките са прикрити със стоманени щитове. Четирите оръдия на кули „P“ и „Q“ са демонтирани през 1915 г., и общият брой на 102-мм оръдия е намален до дванадесет.
Оръдията QF Mk. III са смятани за недостатъчно мощни, за това, с цел унификация на въоръженията с другите линейни крайцери на останалите към края на войната два крайцера от серията, е проведено превъоръжаване. През април 1917 г. на „Индомитейбъл“ останалите 12 оръдия QF Mk. III са заменени със 102-мм 50-калибрени оръдия BL Mk. VII в лафетни установки P.IV. На „Инфлексибъл“ замяната е проведена през юли 1917 г., но той получава на въоръжение 102-мм 44-калибрените оръдия BL Mk. IX в установките CP.I. Двата типа оръдия стрелят с еднакви 14,1-кг снаряди.
Боекомплектът на оръдията QF Mk. III съставлява по 100 снаряда на ствол – по 50 полубронебойни и фугасни снаряда. По-късно съставът на боекомплекта е изменен на 30 полубронебойни и 70 фугасни снаряда. Освен това, в общия боекомплект влизат 200 шрапнелни снаряда. След превъоръжаването с оръдията BL Mk. VII боекомплектът на „Индомитейбъл“ е от същите 100 снаряда на ствол, но в състав 25 полубронебойни, 60 фугасни и 15 фугасни снаряда за трасиране. Боекомплектът на оръдията BL Mk. IX съставлява по 150 снаряда на ствол – 37 полубронебойни, 90 фугасни и 23 фугасни с нощен трайсьор.

#### Зенитно въоръжение
Информацията за наличното на крайцерите от типа „Инвинсибъл“ зенитно въоръжение е противоречива. Съставът на зенитното въоръжение на крайцерите нееднократно се сменя, в различно време в него влизат зенитните 102-мм оръдия Mk. VII и преправените на зенитни Mk. III, 76-мм зенитни оръдия Mk. I, 47-мм зенитни оръдия Хочкис и картечници Максим. Преправянето на 102-мм оръдия Mk. III в зенитни се осъществява чрез придаването на ствола на по-голям ъгъл на възвишение.
76-мм зенитно оръдие Mk. I тежи 1016 кг, максималният ъгъл на възвишение съставлява +90°, скорострелността – 15 – 20 изстрела в минута. Снарядът с маса 5,67 кг обладава начална скорост 762 м/с, което осигурява максимална далечина на стрелбата 12 300 м (66 каб.).
Обичайно поставяните на британските кораби 47-мм салютни оръдия Хочкис в първоначалния състав на въоръжението на крайцерите липсват, и вместо тях се използват 102-мм оръдия. През октомври 1914 г. „Инвинсибъл“ има на въоръжение едно зенитно 76-мм оръдие Mk. I, обаче през ноември 1914 г. то е заменено с 47-мм оръдие Хочкис. През април 1915 г. е добавено едно 76-мм оръдие Mk. I. Двете оръдия стоят на него към момента на гибелта му в Ютландското сражение.
На „Инфлексибъл“ към началото на войната зенитни оръдия няма. През октомври 1914 г. по предложение на артилерийския офицер на крайцера капитан 2 ранг Вернер по едно от оръдията Mk. III на кулите „A“ и „Y“ са преправени на зенитни чрез придаването на техните стволове на по-голям ъгъл на възвишение, обаче тази инициатива впоследствие не е одобрена от командването. В началото на 1915 г. тези оръдия се използват за воденето на гаубичен огън по брегови цели в Дарданелите. През ноември 1914 г. на крайцера е поставено 47-мм оръдие Хочкис. През юли 1915 г. на кърмовата надстройка е поставено едно 76-мм оръдие Mk. I. През август 1917 г. 47-мм Хочкис е заменено със 102-мм оръдие Mk. VII с ъгъл на възвишение на ствола на оръдието +60°. То е разположено по диаметралната плоскост зад предния комин. По данни на Мужеников, по-късно зенитното въоръжение се състои от две 76-мм оръдия Mk. I, поставени на платформа зад средния комин.
„Индомитейбъл“ няма зенитно въоръжение до поставянето на 76-мм оръдие Mk. I през април 1915 г. През април 1917 г. към него добавят зенитното 102-мм оръдие Mk. VII, стоящо на платформа зад предния комин. През 1918 г. на „Индомитейбъл“ и „Инфлексибъл“ при разширяването на поста за управление на стрелбата с централно насочване на марса на фокмачтата е монтиран зенитен далекомер.
В състава на въоръжението на крайцерите влизат седем картечници Максим.
Боезапасът на ствол за 102-мм оръдия първоначално се състои от 75 полубронебойни снарядя с челен взривател и 75 шрапнелни снаряда. По-късно той е изменен на 160 фугасни и 30 запалителни снаряда. Първоначалният боекомплект за 76-мм оръдия е 270 фугасни и 30 шрапнелни изстрела. След това той е намален до 120 фугасни и 30 запалителни снаряда. Боекомплектът за 47-мм зенитни оръдия Хочкис първоначално е 500 фугасни снаряда.
| Оръдие                                 | 12"/45 Mark X                | 12"/45 Mark X                 | 4"/40 QF Mark III            | 4"/50 BL Mark VII | 4"/50 BL Mark VII | 4"/45 BL Mark IX | 3"/45 20cwt QF HA Mark I | 47-мм Гочкиса |
| -------------------------------------- | ---------------------------- | ----------------------------- | ---------------------------- | ----------------- | ----------------- | ---------------- | ------------------------ | ------------- |
| Година на разработване                 | 1904                         | 1904                          | 1904                         | 1904              | 1904              | 1913             | 1910                     | 1885          |
| Калибър, мм                            | 305                          | 305                           | 102                          | 102               | 102               | 102              | 76                       | 47            |
| Дължина на ствола, калибри             | 45                           | 45                            | 40                           | 50                | 50                | 45               | 45                       | 40            |
| Маса на оръдието, кг                   | 58 626                       | 58 626                        | 1339                         | 2126              | 2126              | 2154             | 1020                     | 240           |
| Скорострелност, изстрела/минута        | 1,5                          | 1,5                           | 8 – 10                       | 6 – 8             | 6 – 8             | 10 – 12          | 12 – 14                  | 20            |
| Установка                              | BVIII, BIX, BX               | BVIII, BIX, BX                | PI*                          | PIV               | HA Mark II        | CPI              | ?                        | ?             |
| Ъгли на наклон                         | −3°/+13,5°                   | −3°/+13,5°                    | −10°/+20°                    | −10°/+15°         | −10°/+60°         | −10°/+30°        | −10°/+90°                | /+60°?        |
| Тип зареждане                          | картузно                     | картузно                      | разделно- гилзово            | картузно          | картузно          | картузно         | унитарно                 | унитарно      |
| Тип на снаряда                         | полубронебоен Mark VI (2crh) | полубронебоен Mark VIa (4crh) | малък фугасен                | фугасен           | шрапнелен ?       | фугасен          |                          | фугасен       |
| Тегло на снаряда, кг                   | 386                          | 389,8                         | 11,3                         | 14,06             | 14,06             | 14,06            | 5,67                     | 1,5           |
| Тегло и тип на метателния заряд        | 117 кг MD45                  | 117 кг MD45                   | 1,6 кг Cord 15 + 2,3 кг MD16 | 4,3 кг MD16       | 2,7 кг MD8        | 3,5 кг MD16      | 0,96 кг MD               | 0,24 кг MD    |
| Начална скорост, м/с                   | 831                          | 831                           | 722                          | 873               | 732               | 800              | 762                      | 574           |
| Максимална далечина на стрелбата, м    | 15 040                       | 17 236                        | 8780                         | 10 610            |                   | 12 660           |                          |               |
| Досегаемост по височина, максимална, м | –                            | –                             | –                            | –                 | ?                 | –                | 11 340                   | 3000          |
| Ефективна, м                           | –                            | –                             | –                            | –                 | ?                 | –                | 7160                     | 1100          |

#### Торпедно въоръжение
Крайцерите от типа „Инвинсибъл“ са въоръжени с пет подводни 457-мм торпедни апарата. Един от тях е разположен в кърмата, а четири – по бордовете в отсеци, неприкрити от броневия пояс (два в отсека пред барбета на кула „A“ и два зад барбета на кула „Y“). Общият боекомплект съставлява 23 торпеда. Освен това на крайцерите се съхранява запас от шест 356-мм торпеда за разполагащите се на борда им 50-футови парни катери, които също могат да провеждат торпедни атаки. След Ютландския бой на оцелелите „Инфлексибъл“ и „Индомитейбъл“ кърмовият торпеден апарат е демонтиран.

#### Авиационно въоръжение
През 1917 г. възниква необходимост да се противодейства на цепелините, провеждащи разузнаване в Северно море и бомбардиращи крайбрежието на Англия. Хидросамолетите се оказват неефективни, и са проведени опити за запуск на колесни изтребители от платформи, поставени на хидросамолетоносачите, а след това – на лекия крайцер „Ярмът“. Самолетът фактически е за еднократно използване – след изпълняване на задачата си той каца във водата, а летецът е вземан на борда на кораба. Опитите са успешни, но излитането на самолетите може да става само при ход на крайцера срещу вятъра. За това са проведени изпитания по излитането на изтребител от въртяща се платформа, разположена отначало на втората, а после и на кърмовата кула на линейния крайцер „HMS Renown“ („Ринаун“). Излитането трябва да става напречно на сумарния въздушен поток, създаван от хода на кораба и вятъра. Благодарение на въртящата се платформа пускът може да се осъществява в голям диапазон курсови ъгли. След успешния пуск от „Ринаун“ всички британски линейни крайцери са снабдени с две платформи, поставени на кулите на главния калибър. Към края на войната (през 1918 г.) „Инфлексибъл“ и „Индомитейбъл“ получават на въоръжение по два колесни самолета на фирмата „Сопуич“ – по един изтребител Sopwith Camel и двуместния многоцелеви Sopwith 1½ Strutter. За излитане на самолетите от покривите на кулите „P“ и „Q“ са поставени специални дървени платформи.

### Брониране
Бронята е круповска цементирана, с изключение на палубите и комуникационните тръби, направени от мека стомана. Главният броневи пояс е с дебелина 152 мм (6″) монтиран на подложка от тиково дърво с дебелина 51 мм и има дължина 95 м (55,4% от дължината на кораба). Поясът започва малко преди носовата част на барбета на носовата кула и завършва при централната ос на барбета на кърмовата кула. Той е разположен между главната и бронираната палуби и завършва при носа със 178-мм (7″) траверсна преграда, а на кърмата със 152-мм преграда. Височината на пояса съставлява 3,43 м. При средно газене от 7,92 м той е под водата с 1,17 м. В носовата част до форщевена той продължава като 102-мм пояс. В кърмовата част пояс няма изобщо.
Челото, страничните и задните стени на кулите на 305-мм оръдия имат дебелина от 178 мм (7″). За балансиране на кулите на задната стена има окачена 171-мм плоча от мека стомана. Покривът на кулата има дебелина 63 – 76 мм, настилът на пода в задната част на кулата – 76 мм (3″). Барбетите по вътрешния диаметър 8230 мм имат дебелина 178 мм (7″). При кули „A“, „P“ и „Q“ тази дебелина върви до главната палуба, а между главната и долната палуби барбетът има дебелина 51 мм (2″). Кърмовата част на барбета на кула „Y“ между главната и долната палуби има дебелина 178 мм (7″), а от останалите страни тя също се снижава до 51 мм (2″). Погребите под бронираната палуба са прикрити с прегради с дебелина 63,5 мм (2,5″), а от вътрешните страни с прегради с дебелина 51 мм.
102-мм оръдия първоначално са без никаква защита, обаче по време на Първата световна война те са прикрити с броневи листове. Носовата бойна рубка отпред и отстрани се защитава с 254-мм броня, а нейната задна стена има дебелина 178 мм. Покривът и настилът имат дебелина 51 мм. Сигналната рубка с поста за управление на огъня чрез централно насочване в нея се защитава от 76-мм броня, а покривът и настилът имат дебелина 51 мм. Комуникационната тръба със скобите за авариен изход върви до долния носов боен пост и има дебелина 102 мм до долната палуба.
Кърмовата бойна рубка, предназначена за управление на торпедната стрелба, се защитава със 152-мм (6″) вертикална броня, а нейният покрив и настил с 51 мм. Комуникационната тръба, водеща в долния боен пост, има дебелина 76 мм. Двата долни бойни поста се разполагат под долната бронева палуба и се защитават от 51-мм стени. Над носовия пост броневата палуба е дебела 51 мм, а над кърмовия – 25,4 мм.
Главната палуба, вървяща по горната част на броневия пояс в носовата част от форщевена до носовия траверс, има дебелина 19 мм (0,75″). В района на барбетите на кулите на главния калибър над погребите тя е с дебелина 25,4 мм (1″). На останалите места брониране на главната палуба няма. След Ютландското сражение, което показва недостатъчната хоризонтална защита, в района на погребите е положен допълнителен 25,4-мм слой броневи плочи.
Долната бронева палуба се състои от хоризонтална част и скосове, вървящи към долния край на броневия пояс. Хоризонталната част на долната палуба в средната си част върви по водолинията. От носовия край до кърмовия траверс тя е с дебелина 38 мм (1,5″), в средната си част от скосовете е с дебелина 51 мм (2″). В кърмовия край зад кърмовия траверс има дебелина на хоризонталната част и скосовете от 64 мм (2,5″).

### Силова установка
Силовата установка на крайцера с номинална мощност от 41 000 к.с. се състои от два комплекта турбини на Парсънс с трансмисия към четири винта и е разчетена за достигане на скорост 25 възела. Винтовете са трилопастни. Вътрешната двойка е с диаметър 3,2 м, външната – 2,9 м. Стъпката на винтовете на „Инвинсибъл“ е 3,33 м (11 фута 10 дюйма), при останалите 3,45 м (11 фута 4 дюйма). „Инвинсибъл“ имат 31 водотръбни котела с тръби голям диаметър и работно налягане на парата от 17,9 кГс/см2 (250 фунта/дюйм2). „Индомитейбъл“ има по-тежките котли „Бабкок и Уйлкокс“, останалите два кораба имат котли тип „Яроу“. Всички котли са с въглищно отопление с инжектори за впръскване на нефт. Впръскването на нефт добавя приблизително 700 мили далечина на пълен ход. На „Инвинсибъл“ всеки котел има пет инжектора с максимален разход на нефт през един 81,65 кг/час (180 фунта на час), на „Индомитейбъл“ по четири инжекториа на котел с разход през всеки от 108,86 кг/час (240 фунта/час), на „Инфлексибъл“ – по три инжектора с разход 136,08 кг/час (300 фунта/час). Котлите са разположени линейно на две групи в четири котелни отделения. В първото котелно отделение с дължина 15,8 м са разположени 7 котела. В останалите, по-широки отделения с дължина около 10,4 м има по 8 котела. Котелно отделение № 4 е разположено зад погребите на боезапаса за кулите „P“ и „Q“. Сумарната повърхност на нагряване е 9650 м2 (103 880 фута2), а площта на котелните скари – 163 м2 (1750 фута2). Запасът прясна вода за котлите и вътрешни нужди е 350 т.
Турбинната установка се счита за единствено приемливата за осигуряването на висока скорост на голям надводен кораб. При сравними с парната машина на „Минотавър“ тегло и обем на заеманите помещения тя изисква по-малко екипаж за обслуживане и е по-приспособена за продължително поддържане на висока скорост. При това турбината печели спрямо парната машина с ръста на агрегатната мощност. Относителен проблем на турбинната установка сложното обезпечаване на многорежимна работа. Така например винтовете са с нерегулируема стъпка, а скоростта на хода на кораба се регулира от честотата на тяхното въртене. При това турбината има високо КПД само при определена скорост на въртене. Тъй като турбините са прякодействащи – с пряка, без редуктор, трансмисия на вала от турбината, само един от режимите е оптимален. За „Инвинсибъл“ като такъв е избран режимът за максимална скорост на хода. За да се увеличи КПД на няколко режима, турбинната установка има не една турбина, а няколко.
„Инвинсибълите“ имат два комплекта турбини „Парсънс“, всеки от които привежда в действие по два винта. Всичко в двата комплекта има 10 турбини. Освен турбините за преден ход, на един вал с тях стоят специалните турбини за заден ход. Парата след турбините високо налягане за преден и заден ход, привеждащи в действие външните валове, попада на турбините за преден и заден ход ниско налягане, задвижващи вътрешните валове, и едва тогава отива към кондензатора. За увеличаване на КПД на крайцерската скорост съществуват две специални турбини, поставени на вътрешната двойка валове. Независимо от всички тези хитрини, разходът на гориво при икономичен ход е много по-голям, отколкото при предходните крайцери с парни машини. Разходът на въглища на максимална мощност е 0,54 – 0,77 кг/к.с. в час, на „Минотавър“ – 0,82. При това при 20% мощност разходът на въглища на „Инвинсибъл“ съставлява 1,09 кг/к.с. в час, на „Минотавър“ – 0,85.
Контрактната стойност на турбинната установка е 472 000 фунта стерлинги или 4720 хил. златни рубли. Турбините за „Инвинсибъл“ са на фирмата „Хампфри и Тенант“, а за останалите кораби – от фирмите-строители. Електроенергията с напрежение 200 V кораба получава от генератори с обща мощност 1000 kW – монтирани на долната платформа четири турбогенератора с мощност по 200 kW и два дизел-генератора по 100 kW.
На изпитанията, така както и през повечето време на експлоатацията, отоплението на котлите е само въглищно. Поради несъвършенството на системата за смесено отопление впръскването на нефт се използва рядко, а неговото използване изисква голямо майсторство на огнярите, тъй като в сражението при Фолкландските острови на „Инвинсибъл“ се използва впръскване на нефт, но при това от комините излиза гъст черен дим, периодически застилащ обзора на своите комендори, или на плаващия отзад „Инфлексибъл“.
На изпитанията всички крайцери с лекота превишават скоростта от 26 възела. „Индомитейбъл“, на 29 април 1908 г., на мерната миля в Скелморли (на английски: Skelmorlie) показва максимална скорост 26,106 възела при мощност 47 791 к.с. и средна скорост на въртене на валовете 296 об/мин. При това неговата водоизместимост съставлява 17 435 т, газенето по носа 7,62 м (25 фута), кърмата 8,23 м (27 фута). Турбинната установка към момента на влизането на крайцерите в строй е не само най-мощната от монтираните на военни кораби, но е и достатъчно надеждна. Така например „Индомитейбъл“ в периода юли – август 1908 г. при връщането от тържествата в Квебек с Уелския принц на борда в течение на три денонощия между Билейсъл (на английски: Billeisle) и Феснет (на английски: Fasnet) поддържа средна скорост 25,3 възела.
Реверсните изпитания (reversing trial) на „Инвинсибъл“ са проведени през ноември 1908 г. На пълна пара от преден ход при скорост на въртене на валовете с 275 об/мин времето от получаването на командата „пълен назад“ до пълното спиране съставлява 3 минути и 25 секунди, за това време корабът изминава 1465 м (1592 ярда). Времето от момента на пълно спиране до пълен заден хода – 3 минути 48 секунди. За това време корабът изминава 521 м (570 ярда) и се ускорява до скорост 15,5 възела.
Проектният запас гориво при нормална водоизместимост съставлява 1000 т въглища. Максималният запас е 3000 т въглища и 700 т нефт. Разходът на въглища на пълна мощност съставлява 660 т за денонощие, а при скорост 10 възела – 130 т. Пълният запас въглища стига за 4480 – 4600 мили при скорост 15 възела и 2270 – 2340 мили на 23 възела. С използването на нефт тези цифри нарастват до 6020 – 6110 и 3050 – 3110 мили съответно.

## Строителство
| Наименование   | Корабостроителница | Производител на ЕУ | Стойн. ф. ст. | Поръчка            | Залагане           | Спуск на вода       | Влизане в строй     | Съдба                                                                               |
| -------------- | ------------------ | ------------------ | ------------- | ------------------ | ------------------ | ------------------- | ------------------- | ----------------------------------------------------------------------------------- |
| „Инвинсибъл“   | „Армстронг“        | „Хемпфри“          | 1 677 515     | 21 ноември 1905 г. | 2 април 1906 г.    | 13 април 1907 г.    | март 1909 г.        | 31 май 1916 г. потъва в Ютландското сражение след взрив на боезапаса.               |
| „Инфлексибъл“  | „Джон Браун“       | „Джон Браун“       | 1 630 739     | 21 ноември 1905 г. | 5 февруари 1906 г. | 26 февруари 1907 г. | 20 октомври 1908 г. | През януари 1919 г. изваден в резерва и на 1 декември 1921 г. продаден за скрап.    |
| „Индомитейбъл“ | „Фейрфилд“         | „Фейрфилд“         | 1 662 337     | 21 ноември 1905 г. | 1 март 1906 г.     | 16 март 1907 г.     | август 1908 г.      | През февруари 1919 г., изваден в резерва и на 1 декември 1920 г. продаден за скрап. |

През юни 1905 г. в корабостроителната програма за 1905 – 1906 г. са заложени средства за строителството на линейния кораб „Дредноут“ и три броненосни крайцера: „Invincible“, „Immortalite“ и „Raleigh“. При залагането им двата последни са преименувани на „Indomitable“ и „Inflexible“. Според окончателните изчисления стойността на всеки крайцер от типа „Инвинсибъл“ трябва да състави 1 625 120 фунта стерлинги.
Поръчката за построяването на „Инвинсибъл“ е дадена на 21 ноември 1905 г. на корабостроителницата „Armstrong Whitworth“ в Елсуйк на река Тайн. Енергетичната установка произвежда фирмата „Хампфри и Тенант“ (на английски: Humphreys & Tennant). „Инвинсибъл“ е заложен на 2 април 1906 г. и спуснат на вода на 13 април 1907 г. Церемонията за кръщаването провежда лейди Алъндейл. Последващото дострояване на крайцера става в устието на река Тайн около Нюкасъл в корабостроителницата на „Суан Хънтър и Уилям Ричардсън“. Строителството е съпроводено от стачки, което задържа влизането му в строй с три месеца. Всичко построяването продължава 35 месеца – 12 месеца стапелен период и 23 месеца дострояване на вода. Стойността на построяване съставя 1 677 515 фунта стерлинги
Поръчката за крайцера „Инфлексибъл“ е дадена на 21 ноември 1905 г. на корабостроителницата „John Brown & Company“ в Клайдбанк, същата фирма получава поръчката за строителство на енергетичната установка. Спуснат е на вода на 26 юни 1907 г., започва ходови изпитания на 20 юни 1908 г., влиза в строй на 20 октомври 1908 г. Всичко постройката продължава 32 месеца, от тях 16 месеца стапелен период и 16 месеца дострояване на вода. Стойността съставя 1 630 739 фунта стерлинги (16 307 000 рубли в злато по курса от онова време).
Поръчката на „Индомитейбъл“ и силовата установка за него е дадена на 21 ноември 1905 г. на корабостроителницата „Феърфилд шипбилдинг енд инженеринг“ (Fairfield Shipbuilding and Engineering Company) в Глазгоу. Заложен е на 1 март 1906 г., спуснат на вода на 16 март 1907 г. и започва изпитания на 8 април 1908 г. В периода от 20 юни до 10 август 1908 г., за времето на посещението на „Индомитейбъл“ в Квебек, изпитанията са прекъснати. Въведен е в строй в края на август 1908 г. Общата продължителност на построяването съставя 30 месеца – 12 месеца стапелен период и 18 месеца дострояване на вода. Стойността на построяването съставя 1 662 337 фунта стерлинги (16 623 000 златни рубли).

## История на службата

### „Инвинсибъл“
„Инвинсибъл“ е подготвен за изпитания през септември 1908 г. и зачислен в състава на Морския резерв. Изпитанията се провеждат от края на октомври 1908 г. до март 1909 г. На артилерийските стрелби по време на изпитанията се проявяват дефектите на електрическото задвижване на кулите на главния калибър – при изстрелите се случва постоянно прекъсване на електромрежата на различни места.
На 20 март 1909 г. крайцерът, независимо от дефектите в кулите на главния калибър, пристига в Портсмът и там влиза в състава на флота със зачислението му в състава на 1-а ескадра крайцери. До Първата световна война той участва в прегледите на флота на Спитхедския рейд и различни маневри. Опитите да се отстранят дефектите в електрическото задвижване са неуспешни, и на 20 март 1912 г. е взето решението за неговата замяна с хидравлично. Замяната е проведена в Портсмът по време на ремонт в периода март – август 1914 г.
С началото на войната заедно с „HMS New Zealand“ („Ню Зеленд“) той образува 2-а ескадра линейни крайцери и взема участие на 28 август 1914 г. в боя в Хелголандския залив. Линейните крайцери осъществяват прикритието на леките сили на английския флот. След обстрел от немските леки крайцери английските леки крайцери изискват поддръжка. Пристигналите линейни крайцери принуждават немските крайцери да се оттеглят, потопявявайки три от тях. „Инвинсибъл“ по време на боя потопява с няколко залпа повредения малко по-рано от 343-мм снаряди на „HMS Lion“ („Лайън“) немски лек крайцер „SMS Cöln“ („Кьолн“). В периода август – октомври 1914 г. „Инвинсибъл“ участва в прикритието на леките сили в Северно море, патрулиране и издирване на немските кораби, а периода 3 – 10 октомври осъществява прикритие на доставката на канадския контингент в Европа.
След поражението на англичаните, на 1 ноември 1914 г., в сражението при Коронел „Инвинсибъл“ заедно с „Инфлексибъл“, на 4 ноември влиза в състава на Специалната ескадра, под командването на вицеадмирал Стърди, за прехващане на ескадрата на Шпее. Поради необходимостта от спешен ремонт на „Инвинсибъл“ крайцерите напускат Англия едва на 11 ноември. Ескадрата на Стърди пристига на Фолкландските острови на 7 декември. А в ранното утро на 8 декември, по време на товаренето в Порт Стенли на въглища, при подхода към Фолкландските острови в 7:50 са засечени „SMS Gneisenau“ („Гнайзенау“) и „SMS Nürnberg“ („Нюрнберг“), насочени от Шпее за стоварването на десант и унищожаването на британската база. Британските кораби срочно прекратяват товаренето на въглища и започват да вдигат пара. В 10:00 немските кораби забелязват триногите мачти на линейните крайцери, стърчащи от залива и започват да се оттеглят.
„Инвинсибъл“ и „Инфлексибъл“ по време на преследването горят нефт и поддържат скорост до 25 възела. На „Инвинсибъл“ горенето на нефт е неумело и след него се стели гъст дим, пречещ на „Инфлексибъл“ по време на преследването и в последващия бой. В 12:58 „Инвинсибъл“ открива стрелба по „SMS Leipzig“ („Лайпциг“). Шпее заповядва на своите леки крайцери да се разсъсредоточат, а самият той с „Шарнхорст“ и „Гнейзенау“ се насочва на изток, отвеждайки след себе си линейните крайцери. В 13:02 „Инвинсибъл“ открива огън по „SMS Scharnhorst“ („Шарнхорст“). Стърди действа предпазливо и в началото на боя се държи в пределната дистанция на огъня на своите оръдия – 70 – 80 кабелта. (13 000 – 14 800 м). На тази дистанция немските оръдия не могат да нанесат повреди по жизненоважните части на линейните крайцери. За британските 305-мм снаряди немските кораби са уязвими на всички дистанции. „Шарнхорст“, получавайки около 30 – 40 тежки снаряда, потъва в 16:17. След това „Инвинсибъл“ помага на „Инфлексибъл“ да довърши повредения „Гнейзенау“ и в 18:02 той също отива на дъното.
Поради голямата дистанция разходът на снаряди е огромен: за времето на боя „Инвинсибъл“ изстрелва 513 305-мм снаряда, постигайки 6 – 8% попадения. „Инвинсибъл“ е уцелен от 22 снаряда, от тях минимум 12 210-мм, но те не нанасят сериозни повреди. Ранени са само 2 матроса. Убедителната победа става компенсация за разгрома при Коронел, макар Стърди да е подложен на критика за своята нерешителност и преразхода на снаряди.
С връщането си от Южна Америка през януари 1915 г. „Инвинсибъл“ влиза за ремонт. В процеса на ред ремонти, прекъсвани от учебни стрелби, на него за намаляване на задимеността на наблюдателния пост с 2 м е увеличена височината на носовия комин и са поставени прибори за централно насочване на главния калибър. Към лятото на 1915 г., заедно с „Индомитейбъл“ и „Инфлексибъл“, образува 3-а ескадра линейни крайцери. На „Инвинсибъл“ от 26 май държи своя флаг команващият ескадрата – контраадмирал Хорас Худ.
На 30 май 1916 г. „Инвинсибъл“, под флага на Худ, в състава на 3-а ескадра линейни крайцери, участва в Ютландското сражение. 3-а ескадра плава заедно с Гранд Флийт, източно на 25 мили от него с курс на югозапад. В 16:00 Джелико изпраща крайцерите на Худ за поддръжка на съединението на Бийти, който е преследван от Флота на откритото море. В 17:50 „Инвинсибъл“ и „Инфлексибъл“ откриват огън по откъсналите се напред немски леки крайцери от 2-а разузнавателна група, сериозно повреждайки „Пилау“ и „Франкфурт“, а „Висбаден“ го лишава от ход. Към 18:21 Худ излиза начело на колоната на съединението на Бийти, пред „Лайън“, продължавайки да плава на югозапад.
3-а ескадра линейни крайцери, от дистанция 7700 – 10 000 м (42 – 54 каб.), открива огън по немските линейни крайцери. Условията за стрелба са благоприятни за англичаните – поради задимеността и мъглата те са практически невидими за немските артилеристи. В тези условия „Инвинсибъл“ нанася фатални повреди на „SMS Lützow“ („Лютцов“), уцелвайки го с няколко снаряда в района на носовите торпедни апарати, което в крайна сметка води до наводняването на носовите отсеци и гибелта на немския кораб.
Но в 18:29 мъглата над „Инвинсибъл“ внезапно се разсейва, и по него съсредоточават своя огън „Лютцов“, „SMS Derfflinger“ („Дерфлингер“) и „SMS König (1913)“ („Кьониг“). От дистанция около 6000 – 7000 м (30 – 40 каб.) „Дерфлингер“ постига попадането на няколко залпа в „Инвинсибъл“. Наблюдателите отбелязват попадения на снаряди в района на бордова кула „Q“, след което избухва силен взрив. Огънят достига погребите с кордит и над „Инвинсибъл“ се извива огромен стълб огън с височина до 120 метра. Крайцерът се пречупва на две и бързо потъва. Заедно с него загиват 1026 души, начело с адмирал Худ. От водата са извадени само 6 души, включая намиращият се на фор-марса артилерийски офицер Данрейтър. Дълбочината в този район не е голяма и още известно време носовата и кърмовата части на крайцера като два зъбера се извисяват над мястото на неговата гибел.

### „Инфлексибъл“
При влизането си в строй е зачислен в Норската дивизия на Гранд Флийт. До началото на Първата световна война „Инфлексибъл“ взема участие в различни маневри на флота, прегледи и посещения в чужбина. През ноември 1912 г. е преведен в Средиземноморския флот и посреща войната в състава на 2-а Средиземноморска ескадра линейни крайцери. Съвместно с числящите се във 2-а ескадра „Индомитейбъл“ и „HMS Indefatigable“ („Индифатигейбъл“) от 5 до 11 август издирва в източната част на Средиземно море немските крайцери „Гьобен“ и „SMS Breslau“. След като немските кораби успяват безпрепятствено да проникнат в Дарданелите, „Инфлексибъл“ заминава за Малта, а на 19 август е преведен в състава на 2-а ескадра линейни крайцери на Гранд Флийт. Съвместно с намиращия се там „Инвинсибъл“ участва в операциите по прикритие на леките сили и издирването на немските кораби в Северно море. В периода 3 – 10 октомври заедно с „Инвинсибъл“ участва в прикритието на превозването на първата част от канадския контингент в Европа.
На 4 ноември 1914 г. заедно с „Инвинсибъл“ е включен в състава на Специалната ескадра за издирване и унищожаване на ескадрата на адмирал Шпее. На 8 декември 1914 г., по време на сражението при Фолклендските острови плава след флагманския „Инвинсибъл“. В началото на боя изстрелва безуспешно няколко снаряда по „Лайпциг“. По време на боя обстрелва основно „Гнейзенау“, с изключение на къс интервал от време, когато немските кораби си сменят местата и „Инфлексибъл“ води обстрел над „Шарнхорст“. Димът от комините на „Инвинсибъл“ закрива на комендорите на крайцера обзора, за това стрелбата на „Инфлексибъл“ през първата фаза на боя, от 13:00 до 14:00, на голяма дистанция, 11 000 – 14 800 м (60 – 80 каб.), е слабо резултатна.
След възобновяването на боя около 15:00, дистанцията постепенно намалява и ефективността на стрелбата се повишива. Към края на боя, когато към „Инфлексибъл“ се присъединява „Инвинсибъл“, дистанцията се съкращава до 7300 – 8200 м (39 – 44 каб.) и в 18:02 „Гнейзенау“ отива към дъното. За времето на боя „Инфлексибъл“ изстрелва 661 305-мм снаряда (75,1% от боекомплекта). Тъй като „Гнейзенау“ стреля основно по „Инвинсибъл“, повредите по „Инфлексибъл“ са незначителни – в него попадат три снаряда, повреждайки 102-мм оръдия върху кули „A“ и „Y“, при това един матрос е убит и двама са леко ранени.
След завръщенето си от Южна Америка, от декември 1914 до януари 1915 г., преминава ремонт в Гибралтар. Изпратен е в Средиземно море и през февруари 1915 г. става флагмански кораб на англо-френското съединение, блокиращо в Дарданелите „Гьобен“ и „Бреслау“. От 19 февруари 1915 г. участва в операциите на съюзниците при атаката на Дарданелите, обстрелвайки бреговите укрепления. На 18 август по време на обстрел на брега попада под жесток обстрел от форта Ерен-Кей, получава няколко попадения от снаряди голям и среден калибър (356- и 240-мм) и се натъква на мина.
От април до май 1915 г. преминава ремонт в Малта, а след това, към 19 юли е преведен от Средиземно море в Росайт и включен в състава на 3-а ескадра на Гранд Флийт, под командването на контраадмирал Худ. На 30 май заедно с „Инвинсибъл“ и „Индомитейбъл“ в състава на 3-а ескадра участва в Ютландското сражение. 3-а ескадра линейни крайцери обстрелва немските леки крайцери и излиза начело на колоната на съединението на Бийти. Обстрелвайки съвместно с „Инвинсибъл“ немския линеен крайцер „Лютцов“, „Инфлексибъл“ постига няколко попадения. След гибелта на „Инвинсибъл“, в 18:34, „Инфлексибъл“ за кратко оглавява колоната на британските линейни крайцери, но към 18:54 заедно с „Индомитейбъл“ се отклонява и преминава в опашката на колоната на Бити, зад последния „Ню Зеланд“. След 19:00 участва в краткия бой с немските линейни крайцери и с това участието на „Инфлексибъл“ в Ютландското сражение завършва. Крайцерът изстрелва 88 305-мм снаряда (10% от боекомплекта) – постигайки няколко, съвместни с „Инвинсибъл“, попадения в „Лютцов“ и повреди по лекия крайцер „Пилау“, довели до излизането от строй на 8 от неговите котли.
На 5 юни 1916 г. по време на реорганизацията на Гранд Флийт е преведен в състава на 2-а ескадра линейни крайцери, в която служи до края на войната. След премирието, на 21 ноември 1918 г., в района на Фърт ъф Форт посреща плаващия за интерниране към Скапа Флоу Флот на откритото море. След войната, през януари 1919 г., е изваден в резерва. Разглежда се вариант за предаване на „Инфлексибъл“ на Чили като компенсация за реквизирани в началото на войната строящи се в Англия кораби, но след отказа на Чили е продаден за скрап на 1 декември 1921 г. и преведен в Дувър. През април 1922 г. е препродаден в Германия, където през 1923 г. е разкомплектован за метал.

### „Индомитейбъл“
На 20 юни 1908 г. дострояването и изпитанията на „Индомитейбъл“ са прекъснати, след което корабът е зачислен в списъците на флота, а след това е изпратен в Канада, за участие в отпразнуването на тристагодишнината на Квебек. Крайцерът доставя на тържествата принца на Уелс, който за времето на похода е зачислен в екипажа като огняр.
От 29 юли до 3 август, връщайки се от Квебек, крайцерът поддържа средна скорост 25,13 възела, побеждавайки рекорда за скорост, поставен три години по-рано от крайцера „Дрейк“. На 10 август дострояването продължава. След влизането в строй, в края на август 1908 г., е зачислен в състава на Норската дивизия на Гранд Флийт.
През 1909 г. при реорганизацията на Гранд Флийт влиза в състава на 1-а ескадра крайцери. През 1911 г. е прекласифициран на линеен крайцер. Участва в прегледи и маневри на флота. На 27 август 1913 г. е преведен в Средиземно море и зачислен във 2-а ескадра линейни крайцери заедно с „Инфлексибъл“ и „Индефатигейбъл“.
След началото на Първата световна война, от 3 до 11 август 1914 г. участва в безуспешния опит за прехващане на „Гьобен“ и „Бреслау“. През ноември 1914 г. е включен в състава на Гранд Флийт, през януари 1915 г. влиза в състава на 2-а ескадра линейни крайцери.
Единствен от крайцерите от типа „Инвинсибъл“ взема участие в сражението при Догер банк. В хода на преследването на германските крайцери не успява да даде над 25 възела и изостава от британската ескадра, плаваща със скорост 28 възела. Влиза в боя почти два часа след неговото начало, в 10:45 от дистанция 14 900 м (80 кабелта) открива огън по „Блюхер“, изостанал от немската ескадра и повреден от снарядите на другите линейни крайцери. В края на боя към довършването на „Блюхер“ се присъединяват също „HMS Tiger“ („Тайгър“), „HMS Princess Royal“ („Принцес Роял“) и „Ню Зеланд“, за това точният брой попадения на „Индомитейбъл“ е невъзможно да се определи. В хода на боя изстрелва над 134 305-мм снаряда (15,2% от боекомплекта), получавайки в отговор едно попадение от 210-мм снаряд, което не причинява значителни повреди.
След боя, в 15:38 взема на буксир лишения от ход „Лайън“ и го доставя в Росайт. През май 1916 г. всички крайцери от типа „Инвинсибъл“ влизат в състава на 3-а ескадра линейни крайцери под командването на контраадмирал Худ. В състава на тази ескадра „Индомитейбъл“ участва в Ютландското сражение, плавайки трети в строя. След излизането на ескадрата на Худ начело в колоната на Бийти крайцерът води огън по „Дерфлингер“, постигайки три попадения. В здрача, по време на последния дневен бой води огън по „Зайдлиц“ и прикриващия го след това додредноут „Померн“, с по едно попадение във всеки от тях. За времето на боя „Индомитейбъл“ изстрелва 175 305-мм снаряда (19,9% от боекомплекта), с пет попадения (2,9%). Сутринта на 1 юли изстрелва четири 102-мм шрапнелни снаряда по дирижабъла „L-11“. Самият крайцер няма никакви повреди и загуби в личния състав.
След Ютландското сражение „Индомитейбъл“ влиза в състава на 2-а ескадра линейни крайцери и до края на войната не взема участие в активни бойни действия, а с прикритие на леките сили и конвои в Северно море. На 21 ноември 1918 г. в състава на 2-а ескадра участва в церемонията по капитулацията на германския флот. През февруари 1919 г. е изваден в резерва. На 31 март 1920 г. е внесен в списъците за изключване от състава на флота и на 1 декември е продаден на скрап на фирмата „Стенли Шипбрейкинг къмпани“. Отбуксиран е в Дувър на 30 август 1922 г. и към април 1923 г. е разкомплектован за метал.

## Оценка на проекта
На фона на своите съвременници британските крайцери безусловно се явяват, както и „Дреднаут“, революционен проект. Британските корабостроители създават крайцер с бронирането на тогавашните броненосни крайцери, но при това по-бързоходен и значително по-добре въоръжен. При това в сравнително неголям ръст на водоизместимостта. Тези крайцери с цяла глава превъзхождат всички броненосни крайцери и неслучайно стават родоначалници на нов клас кораби – линейните крайцери.
Според крайните резултати на боя в Хелголандския залив и Фолкландския бой може да се заключи, че линейните крайцери потвърждават своето превъзходство в бой против леките и броненосните крайцери на противника. Тук концепцията на Фишър „скоростта – най-добра защита“ се оправдава.
В отговор на строителството на крайцерите от типа „Инвинсибъл“ Германия започва строеж на своите линейни крайцери. Независимо от това, че още през 1905 г. професорът от Масачузетската школа по корабостроене У. Хогард предсказва, че ескадреният крайцер на бъдещето трябва незначително да отстъпва на линкорите по въоръжение и брониране и да има по-голяма скорост за сметка на по-големите размери, британският „Инвинсибъл“ е построен изхождайки от това, че неговата водоизместимост не трябва да надвишава водоизместимостта на съвременника му, линкора „Дреднаут“. При такива ограничения за достигането на високата скорост при сравнително силно въоръжение е пожертвано бронирането. Първият германски линеен крйацер „SMS Von der Tann“ има нормална водоизместимост по-голяма, отколкото на съвременника му, германския линкор, – 19 370 т спрямо 18 873 т при „Насау“. За това при незначително отслабване на въоръжението и същата както на „Инвинсибъл“ скорост на хода, той има значително по-силно брониране. Ако при „Инвинсибъл“ дебелината на главния броневи пояс е 152 мм, то при „Фон дер Тан“ тя вече е 250 мм, което е сравнимо с 254-мм пояс на съвременните му британски линкори „Белерофонт“.
Тази разлика в бронирането е обусловена не толкова от различия в концепцията за използване (германските линейни крайцери традиционно са разчетени за участие в линеен бой с британските линкори), но и от подхода на немските инженери към проектирането и избора на конструктивни решения. Така например използването на парни котли с тънки тръбички позволява да се снижи масата на силовата установка. Различията в конструкцията на корпуса са по-малко забележими, обаче „Инвинсибъл“ при по-малка водоизместимост има по-тежък корпус. Тук следва да се отбележи, че това е по-скоро следствие от по-високия надводен борд на „британеца“, обусловлен от необходимостта да служи в океана. Германският крайцер е разчетен да действа в Северно море и за него няма високи изисквания за мореходност. Независимо от по-малкия калибър на главното въоръжение при „Фон дер Тан“, немските инженери считат своите 280-мм оръдия еквивалентни на британските 305-мм за сметка на по-настилната траектория и по-доброто качество на снарядите. Такъв избор за главен калибър позволява да се икономиса тегло от въоръженията. Икономия в частта теглово натоварване води до това, че относителното тегло на бронирането на „Фон дер Тан“ е почти в 1,5 пъти повече, отколкото на „Инвинсибъл“.
|                                                                  | „Минотавър“      | „Минотавър“      | „Инвинсибъл“ | „Инвинсибъл“ | „Дредноут“   | „Дредноут“   | „Фон дер Тан“   | „Фон дер Тан“   | „Насау“         | „Насау“         |
| ---------------------------------------------------------------- | ---------------- | ---------------- | ------------ | ------------ | ------------ | ------------ | --------------- | --------------- | --------------- | --------------- |
| Година на залагане/влизане в строй                               | 1905/1908        | 1905/1908        | 1906/1908    | 1906/1908    | 1905/1906    | 1905/1906    | 1908/1910       | 1908/1910       | 1907/1909       | 1907/1909       |
| Мощност на СУ, к.с. (скорост, възела)                            | 27 000 (23)      | 27 000 (23)      | 41 000 (25)  | 41 000 (25)  | 23 000 (21)  | 23 000 (21)  | 42 000 (24,8)   | 42 000 (24,8)   | 22 000 (19)     | 22 000 (19)     |
| Размери                                                          | 161,2×22,86×7,92 | 161,2×22,86×7,92 | 172,8×23,9×8 | 172,8×23,9×8 | 160,6×25×9,4 | 160,6×25×9,4 | 171,7×26,6×8,91 | 171,7×26,6×8,91 | 146,1×26,9×8,57 | 146,1×26,9×8,57 |
| Теглово разпределение, в проценти към нормалната водоизместимост |                  |                  |              |              |              |              |                 |                 |                 |                 |
| Корпус и корабни механизми                                       | 5609             | 37,81 %          | 6300         | 35,94 %      | 6198         | 34,08 %      | 6100            | 31,09 %         | 6328,6          | 33,54 %         |
| Брониране                                                        | 2835             | 19,11 %          | 3516         | 20,06 %      | 5080         | 27,93 %      | 6300            | 32,11 %         | 7463,6          | 39,56 %         |
| Енергетична установка                                            | 2571             | 17,33 %          | 3445         | 19,65 %      | 2083         | 11,45 %      | 2850            | 14,52 %         | 1376,7          | 7,30 %          |
| Въоръжение с кулите                                              | 2099             | 14,14 %          | 2480         | 14,14 %      | 3150         | 17,32 %      | 2130            | 10,85 %         | 2697,5          | 14,30 %         |
| Гориво                                                           | 1016             | 6,85 %           | 1016         | 5,8 %        | 915          | 5,03 %       | 1000            | 5,1 %           | 1000            | 5,30 %          |
| Екипаж и провизии                                                | 605              | 4,08 %           | 671          | 3,83 %       | 661          | 3,63 %       | 1240            | 6,32 %          |                 | ?               |
| Запас водоизместимост                                            | 102              | 0,68 %           | 102          | 0,58 %       | 102          | 0,56 %       |                 | –               |                 | —               |
| ВСИЧКО                                                           | 14 837           | 100 %            | 17 530       | 100 %        | 18 189       | 100 %        | 19 620          | 100 %           | 18 866,4 т      | 100 %           |

За това, ако се оценява „Инвинсибъл“ от гледна точка изпълняване на възложените на него при построяването му задачи, той е успешен проект и заслужено се смята за революционен кораб. Но ако се оценява според практическото му използване в бой с аналозите му по време на Първата световна война, то изпъква откровено слабата му защита. Именно тя, в допълнение към проблемите с взривоопасността на кордита, води до трагедията в Ютландското сражение.
Главният калибър на „Инвинсибълите“ се оценява като цяло положително, макар и да е критикуван за немного удачното разположение на кулите – при „Фон дер Тан“ при същото ешелонно разположение бордовите кули имат по-големи ъгли на обстрел по противоположния борд. Противоминният калибър е откровено неуспешен – както по причина недостатъчната мощност на 40-калибрените 102-мм оръдия, така и поради неудачното им разполагане на покривите на кулите и липсата на защита.
Силовата установка се оказва надеждна, но максималната скорост от 25 възела към началото на Първата световна война вече се смята за недостатъчна, защото германските линейни крайцери са по-бързи. „Индомитейбъл“ и „Инфлексибъл“ не успяват през 1914 г. да настигнат германския „Гьобен“ в Средиземно море. А в битката при Догер банк „Инфлексибъл“ успява да участва само в завършващия стадий на сражението.
За това в условия на бой с немките линейни крайцери заложената в „Инвинсибъл“ идея на Фишър „скоростта – най-добра защита“ вече не работи. Те влизат в бой с немските линейни крайцери, които имат сходно въоръжение и скорост на хода. При тези условия по-голямата дебелина на бронята при немските крайцери им дава неоспорими преимущества. „Инвинсибъл“, участващ в линейния бой на главните сили в Ютландското сражение, става жертва на огъня на по-балансираните германски линейни крайцери.
|                                                 | „Цукуба“           | „Минотавър“           | „Шарнхорст“         | „Рюрик II“        | „Тенеси“           | „Блюхер“            | „Инвинсибъл“   | „Фон дер Тан“      |
| ----------------------------------------------- | ------------------ | --------------------- | ------------------- | ----------------- | ------------------ | ------------------- | -------------- | ------------------ |
| Заложен                                         | 1905               | 1905                  | 1905                | 1905              | 1903               | 1907                | 1906           | 1908               |
| Влиза в строй                                   | 1907               | 1908                  | 1907                | 1908              | 1906               | 1909                | 1908           | 1910               |
| Размери, м (Д×Ш×Г)                              | 137,1×23×8         | 158,2×22,7×7,91       | 144,6×21,6×8,17     | 161,2×22,86×7,92  | 153,8×22,2×7,62    | 161,8×24,5×8,56     | 172,8×24×8,13  | 171,7×26,6×9,04    |
| Водоизместимост нормална                        | 13 750 т           | 14 595 ts             | 11 616 т            | 15 170 т          | 14 500 ts          | 15 842 т            | 18 200 ts      | 19 370 т           |
| Пълна                                           | 15 400 т           | 16 085 ts             | 12 985 т            | 18 500 т          | 15 715 ts          | 17 500 т            | 20 730 ts      | 21 300 т           |
| Силова установка                                |                    |                       |                     |                   |                    |                     |                |                    |
| Мощност номинална, к.с. (скорост, възела)       | 20 500 (20,5)      | 27 000 (23)           | 26 000 (22,5)       | 19 700 (21)       | 27 500 (22)        | 32 000 (24,5)       | 41 000 (25)    | 42 000 (24,8)      |
| Максимална, к.с. (скорост, възела)              | 20 736 (20,5)      |                       | 28 783 (23,6)       | 20 580 (21,43)    |                    | 38 323 (25,4)       | 46 500 (26,64) | 79 007 (27,4)      |
| Далечина на плаване, мили (при скорост, възела) |                    | 2920 (20,5) 8150 (10) | 4800 (14) 5120 (12) |                   | 6500 (10)          | 3520 (18) 6600 (12) | 2300 (23)      | 4400 (14)          |
| Брониране, мм                                   |                    |                       |                     |                   |                    |                     |                |                    |
| Борд                                            | 178                | 152                   | 150                 | 152               | 127                | 180                 | 152            | 250                |
| Палуба                                          | 76                 | 38                    | 60                  | 38 + 25           | 76                 | 70                  | 65             | 50                 |
| Кули                                            | 178                | 203                   | 170                 | 203               | 229                | 180                 | 178            | 230                |
| Въоръжение                                      | 4×305-мм 12×152-мм | 4×234-мм 10×190-мм    | 8×210-мм 6×150-мм   | 4×254-мм 8×203-мм | 4×254-мм 16×152-мм | 12×210-мм 8×150-мм  | 8×305-мм       | 8×280-мм 10×150-мм |

## Коментари
1. ↑  Всички данни са приведени към момента на влизане в строй.
2. ↑  Акронимът „SMS“ – е от на немски: Seiner Majestat Schiff – Кораб на Негово Величество.
3. ↑  Изменението на противоминния калибър е направено още във варианта от 10 февруари, когато 102-мм оръдия са заменени със 17 12-фунтови (76-мм).
4. ↑  В британското корабостроене всички дебелини на бронирането се измерват в инчове и само за удобство са приведени в мм.
5. ↑  Мужеников и Феттер не уточняват това, но при сравнимо тегло паротурбинната установка на „Инвинсибъл“ има номинална мощност 42 000 к.с., а парната машина на „Минотавъра“ 27 000 к.с.
6. ↑  „Индомитейбъл“ отплава от Квебек на 29 юни и се връща в Британия на 5 август. За това в източниците има разминаване – Фетер говори за юли, а Робъртс за август.
7. ↑  Според Фетер 25,13 възела.
8. ↑  Според данни от изпитанията малко по-рано такава честота съответства на скорости около 25 възела.
9. ↑  В сравнение с източника в таблицата са направени редица изменения: 1) Теглата са преведени от дълги тонове в метрични. 2) Редовете „корпус“ (6240 д. т) и „оборудване“ (798 д. т) са обединени в един – „Корпус и корабни механизми“. 3) Съгласно Campbell, German dreadnoughts and their protection (Warship vol1 No 4) и Norman Friedman, Battleship Design and Development 1905 – 1945 от реда „корпус“ теглото на включената там бронева палуба – 822 т – е пренесен в реда „брониране“.
10. ↑  По скосовете 102 мм.